# Barichneumon neosorex
Barichneumon neosorex är en stekelart som beskrevs av Heinrich 1972. Barichneumon neosorex ingår i släktet Barichneumon och familjen brokparasitsteklar. Inga underarter finns listade.